# 내부점법

해법 예시

내부점법(Interior point method)은 볼록 최적화에서 최적해를 실현가능영역(영어: feasible region)의 내부에서 찾아가는 방법이다. 그러므로 볼록하다면 비선형 계획법에서도 적용할 수 있다. 선형 계획법에서 내부점법은 나렌드라 카르마르카르(마라티어: नरेंद्र करमरकर, 영어: Narendra Karmarkar)가 카르마르카르 알고리즘이라는 방법으로 1984년에 개발했다.

## 같이 보기
- 단체법 (알고리즘)